# 상하이 인터내셔널 서킷
상하이 인터내셔널 서킷(영어: Shanghai International Circuit)은 중국 상하이시 자딩구에 위치한 모터 스포츠 경기장이다. 코스 길이는 5.451km이고 코너는 16개이며 상하이의 上을 형상화하였다.